# Abessivo
L'abessivo è il caso che indica mancanza di qualcosa (senza qualcuno, senza qualcosa). Esiste in lingua finlandese, in estone, in alcune lingue sami ed in turco.
In finlandese si usa con verbi e sostantivi col suffisso -tta/-ttä. Per esempio opettaja (insegnante) diventa col abessivo opettajatta (senza insegnante), jää (ghiaccio) diventa jäättä (senza ghiaccio).
Con i verbi l'utilizzo è simile: heittää (lanciare) diventa heittämättä (senza lanciare, senza aver lanciato).
Da precisare comunque che con i sostantivi, per indicare la mancanza, è più frequente l'uso della preposizione ilman più il partitivo.